# Jurskie
Jurskie (słow. Jurské, węg. Szepesszentgyörgy, niem. Sankt-Georgen) – wieś (obec) w północnej Słowacji w kraju preszowskim, w powiecie Kieżmark. Pierwsza wzmianka o miejscowości pochodzi z roku 1294.

## Kultura
We wsi jest używana gwara przejściowa słowacko-spiska. Gwara spiska jest zaliczana przez polskich językoznawców jako gwara dialektu małopolskiego języka polskiego, przez słowackich zaś jako gwara przejściowa polsko-słowacka.